# Boișoara, Vâlcea
Boișoara este satul de reședință al comunei cu același nume din județul Vâlcea, Muntenia, România.

## Personalități
- Nineta Popa (n. 1959), interpretă de muzică populară

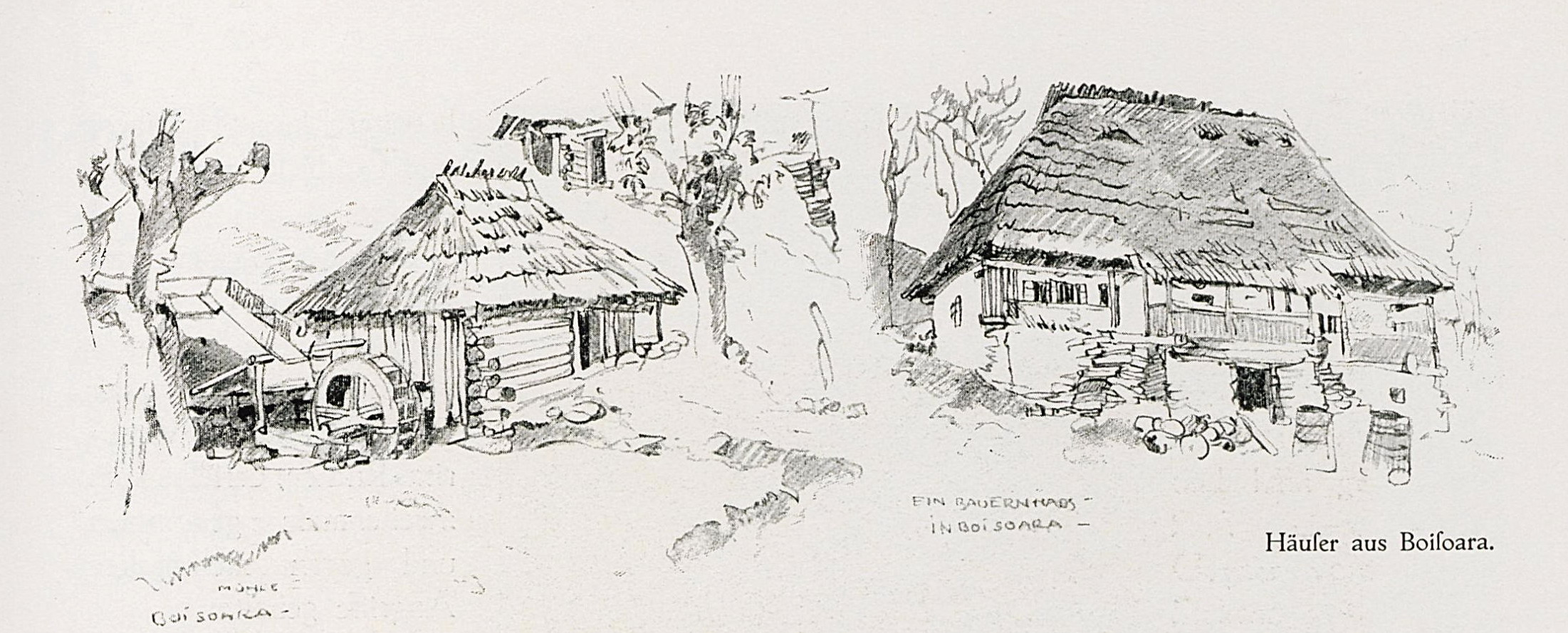
Case din Boisoara, 1916

 Acest articol despre o localitate din județul Vâlcea este deocamdată un ciot. Puteți ajuta Wikipedia prin completarea lui.